# Henry Clinton, VII conte di Lincoln
Henry Clinton, VII conte di Lincoln (1684 – 7 settembre 1728), è stato un politico inglese.

## Biografia
Henry figlio di Francis Clinton, VI conte di Lincoln, e della sua seconda moglie, Lady Susan Penniston, figlia di Anthony Penniston.
Alla morte del padre nel 1693 gli succedette nei titoli della sua casata come VII Conte di Lincoln.
Nel 1719 divenne uno dei principali sottoscrittori per la fondazione della Royal Academy of Music, una corporazione che si occupava di realizzare opere da teatro in musica barocca. Politicamente, dal 1715 al 1720 fu Paymaster of the Forces mentre nel 1718 venne nominato Lord luogotenente di Tower Hamlets e Conestabile della Torre di Londra. Nel 1725, il rifiuto di Lord Pulteney di seguire le istruzioni di Walpole ha portato al suo licenziamento come Cofferer of the Household. Clinton è stato nominato in sua sostituzione, con conseguenza che fu membro del Privy Council.
Morì il 7 settembre 1728.

## Matrimonio e figli
Sposò, il 16 maggio 1717, Lucy Pelham, figlia di Thomas Pelham, I barone Pelham di Laughton e Lady Grace Holles. Ebbero due figli:
- George Clinton, VIII conte di Lincoln (1718-1730), cugino del generale Sir Henry Clinton della Rivoluzione americana
- Fiennes Henry Pelham-Clinton, II duca di Newcastle (1720-1794)